# Фридрих Йозиас Саксен-Кобург-Заальфельдский
Фри́дрих Йозиас Са́ксен-Ко́бург-Заальфельдский (нем. Friedrich Josias von Sachsen-Coburg-Saalfeld; 26 декабря 1737, Кобург — 26 февраля 1815, Кобург) — эрнестинский принц, командующий войсками Габсбургов в конце 1780-х и начале 1790-х годов.

## Биография

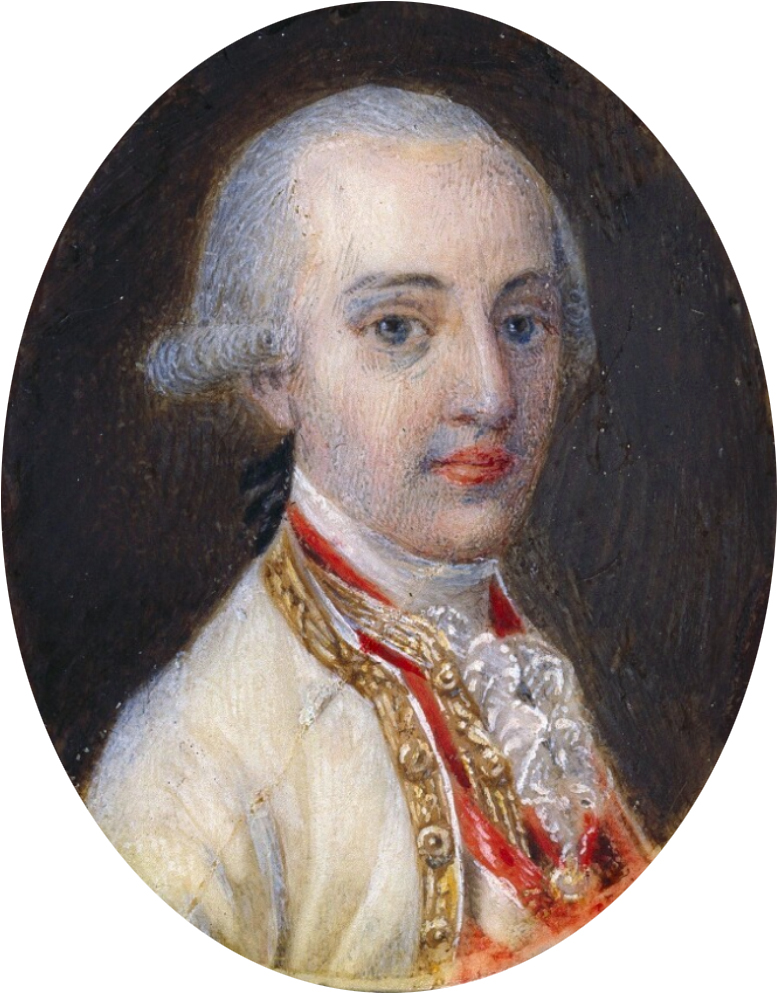
Принц в юности

Родился в ночь с 26 на 27 декабря 1737 года в городе Кобург. Был самым младшим сыном герцога Франца Йозиаса Саксен-Кобург-Заальфельдского и принцессы Анны Софии Шварцбург-Рудольштадтской.
Как самый младший сын он вряд ли мог надеяться унаследовать трон своего отца и избрал военную карьеру. 4 января 1756 года Фридрих Йозиас в звании ротмистра был зачислен в ряды 33-го Ансбахского кирасирского полка Имперской армии.
Во время Семилетней войны служил под командованием герцога Карла Лотарингского, фельдмаршала Дауна и фельдмаршал-лейтенанта Лаудона. В армейских реляциях того времени несколько раз встречалось его имя. Фридрих Йозиас особенно отличился в сражениях при Лобозице, Праге и Хохкирхе, во время которого был ранен. Позже сражался под Ландесхутом и Лигницем.
1 апреля 1758 года получил звание подполковника, 13 января 1759 года — полковника. После Семилетней войны принц быстро достиг высоких военных чинов: в 1766 году — генерал-майор, в 1773 году — фельдмаршал-лейтенант. В 1778—1786 годах был комендантом Пресбурга. 22 августа 1786 года был произведён в генералы кавалерии и назначен главнокомандующим войсками в Галиции и Буковине.

### Война с Османской империей
Когда в 1787 году началась война с Османской империей, войска принца Кобургского были выдвинуты к Хотину.
В 1788 году, прибыв к Хотину, принц Кобургский атаковал турок. Первое его нападение  было неудачным, во второй же раз была одержана победа. Теперь его войска вступили в Молдавию и 21 марта разбили армию Ибрагим-Назира-паши при Батушане. Потерпев поражение турки отступили к Яссам, откуда были вынуждены уйти 19 апреля. 24 апреля в бою при Рогатине и Бойана-Лоси принц вторично разбил Ибрагим-Назира-пашу. 15 мая 1788 года  осадил Хотин, гарнизон которого капитулировал 16 сентября. В крепости было захвачено 200 орудий, 2 тысячи пудов пороха, 80 тысяч ядер, 8,5 тысяч гранат а также другие военные припасы. Принц со своим корпусом ещё глубже продвинулся в Молдавию.

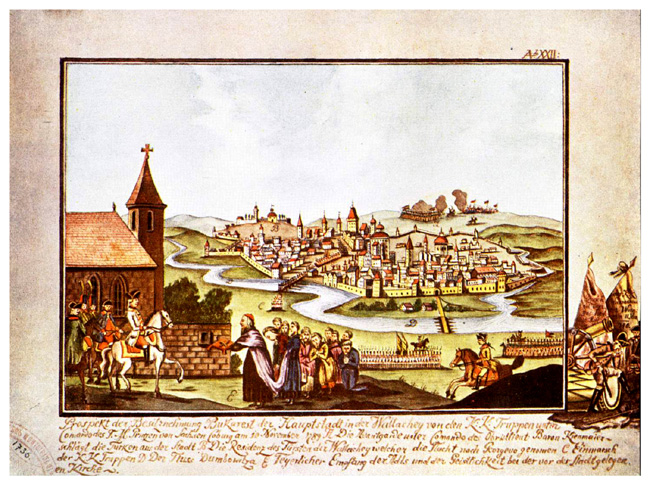
Вступление в Бухарест

18 мая 1789 года император Иосиф II собственноручным предписанием предоставил принцу Кобургскому право действовать на его собственное усмотрение.
1 августа при Фокшанах принц, вместе с русским полководцем Суворовым, атаковал 30-тысячную армию Осман-паши и одержал блестящую победу. Победителям досталась большая добыча, в том числе 16 знамён. 16 августа в ознаменование одержанной победы император Иосиф II наградил принца Кобургского большим крестом ордена Марии Терезии с бриллиантами, принц представил полученную награду своей собранной армии следующими словами: «Я обязан этим почётным знаком вам, мои братья!».
22 сентября на реке Рымник принц Кобургский и Суворов разбили армию Юсуф-паши. Турки сопротивлялись отчаянно: более 5 тысяч турецких солдат остались на поле сражения, 100 знамён и 80 орудий попали в руки победителей.
Позже войска принца Фридриха Йозиаса Саксен-Кобург-Заальфельдского направились в Валахию, где были встречены большой радостью и ликованием населения. Став 1 октября 1789 года генерал-фельдмаршалом Священной Римской империи, принц завершил кампанию 9 ноября вступлением в Бухарест.
Неожиданная смерть императора Иосифа II в 1790 году рассеяла все ожидания, копившиеся в Вене к началу новой военной кампании. В довершение всего Османская империя, несмотря на поражения 1788 и 1789 годов, подбадриваемая обещаниями Пруссии, вновь стала вооружаться для борьбы против Австрии. Но едва развернутые боевые действия были прерваны перемирием. Начавшиеся мирные переговоры завершились 4 августа 1791 года подписанием Систовского мира.
После войны, в 1791—1793 годах принц был главнокомандующим войсками в Венгрии.
В 1792—1793 годах композитор Иоганн Михаэль Гайдн, сочинил «Марш Йозиаса Кобурга» (Josias-Coburg-Marsch).

### Война с революционной Францией
В начале 1793 года принц Кобургский был назначен главнокомандующим войск в Австрийских Нидерландах, действующих против войск революционной Франции.
В марте, перейдя в наступление, его войска разбили французскую Северную армию под командованием Дюмурье при Альденховене, Нервиндене, Лёвене (23 марта) и вторглись на территорию Франции. 8 апреля 1793 года принц получил чин  рейхсгенерал-фельдмаршала.

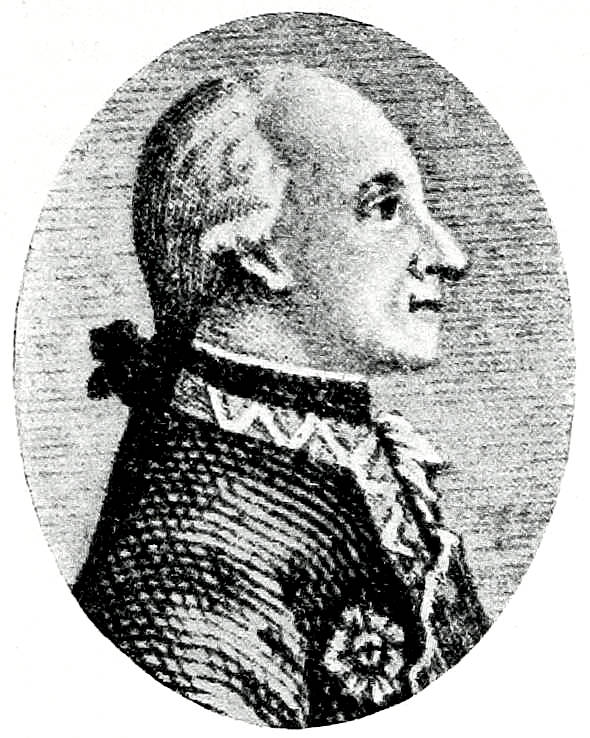
Рисунок из «ВЭС»

Совместно с союзными англо-ганноверской армией герцога Йоркского и голландской армией наследного принца Оранского, принц Кобургский одержал победы при Реме, Фамаре и Лагере Цезаря. Летом, после успешных осад, ему удалось последовательно овладеть тремя французскими пограничными крепостями —  Конде, Валансеном и Ле-Кенуа. Однако после поражения при Ваттиньи вынужден был снять осаду с Мобёжа и отступить в Нидерланды.
Весной 1794 года в действующую армию прибыл император Франц II. 15 апреля он взял на себя исполнение обязанности главнокомандующего, генерал-квартирмейстером при нём был барон Карл Мак фон Лейберих.
Теперь принц Кобургский взялся за осаду Ландреси. Остальными операциями армии теперь фактически руководил Мак. После того, как при Маруай-Прише принцу удалось предотвратить попытку французов деблокировать Ландреси, крепость капитулировала.
18 мая в 12 км к северо-востоку от Лилля в сражение против французской Северной армии под командованием Пишегрю при Туркуэне войска принца Кобургского постигла неудача: потери составили более 5,5 тысяч человек и 6 орудий. Отчасти поражение было компенсировано уже 22 мая в сражении при Турне, после которого армия Пишегрю, потеряв примерно 6 тысяч человек, вынуждена была отступить. Во многом этим успехам союзная армия была обязана работе, проделанной Маком. Но Мак был смещен и место генерал-квартирмейстера занял фельдмаршал-лейтенант принц Кристиан Август Вальдек-Пирмонтский.
13 июня император Франц II отбыл обратно в Вену, оставив армию всецело в ведении принца Кобургского.
18 июня 76-тысячная Самбро-Маасская армия Журдана осадила Шарлеруа. Журдан приказал 10-тысячной дивизии Атри заняться непосредственно осадой крепости, в то время как остальные свои силы бросил на создание укреплений против ожидаемых им попыток деблокировать крепость. Работы велись день и ночь. Принц Саксен-Кобург-Заальфельдский, располагая 32 австрийскими, 16 голландскими батальонами, а также 82 австрийскими и 18 голландскими эскадронами (всего примерно 46 тысяч человек) так же был занят подготовкой к сражению. Характерная особенность битвы при Флерюсе состояла в том, что она планировалось только как средство для снятия осады Шарлеруа, гарнизон которого накануне, 25 июня, капитулировал. Сражение продолжалась с 2 часов утра до 17 часов вечера 26 июня 1794 года. Узнав о падение Шарлеруа принц Кобургский приказал прекратить сражение и дал команду к отступлению. Все в армии были возмущены этим приказом. На совещании в штабе принца Кобурга был рассмотрен вопрос об общем положении в Австрийских Нидерландах. Однако, все надежды рухнули, когда пришло сообщение о падение 1 июля Монса и о том, что союзники оставили долину Шельды.
5 июля Имперскаяя армия отступила за реку Диль, принц Кобургский был вынужден занять новую оборонительную позицию, отступив от Лёвена через Тинен к Маасу. Брюссель был оставлен. 10 июля в него вступили войска Пишегрю и Клебера. Принц Фридрих Йозиас Саксен-Кобург-Заальфельдский сделал для себя однозначные выводы. В письме императору Францу II он просил отставки. 9 августа 1794 года просьба принца была удовлетворена. 1 сентября должность главнокомандующего занял фельдцейхмейстер граф Клерфэ.
Последующие годы принц Кобургский занимал должности только в тыловых службах. С 1769 по 1802 годы являлся шефом Саксен-Кобургского драгунского полка. После роспуска полка в 1802 году, назначен шефом 22-го пехотного полка.
Скончался в городе Кобург 28 февраля 1815 года.

## Оценка
Военный талант и успехи позволили принцу Кобургскому в течение самого короткого времени подняться до высоких военных чинов. Самыми крупными успехами были победы над турками. В боях против войск Французской республики он не смог завоевать большой славы. Этому во многом способствовали дух соперничества и интриг, царивший в среде старших чинов армии союзников.
Принц Фридрих Йозиас Саксен-Кобург-Заальфельдский всегда прекрасно владел собой. Это свойство сопровождало его на протяжении 38 лет службы, во время которой он участвовал в 13 кампаниях и 16 сражениях. Даже с его небольшим свободным временем он находил его для занятия военными науками. Будучи лично очень смелым человеком, как полководец он действовал очень осторожно, иногда даже чрезмерно осторожно и потому был более склонен к оборонительным операциям.